# Aphnaeus terana
Aphnaeus terana är en fjärilsart som beskrevs av Hans Fruhstorfer 1912. Aphnaeus terana ingår i släktet Aphnaeus och familjen juvelvingar. Inga underarter finns listade i Catalogue of Life.